# Лихас

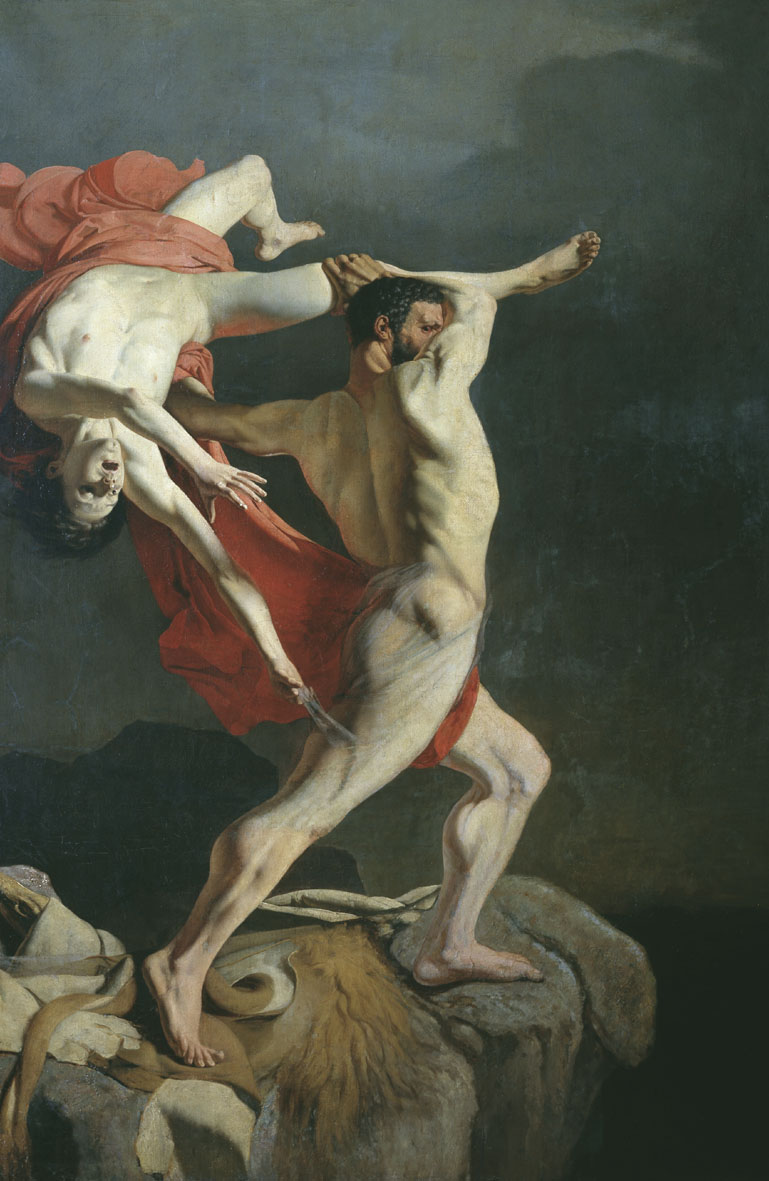
Геркулес и Лихас (Сорокин П. С., 1849).

Ли́хас (Лих, др.-греч. Λίχας) — персонаж древнегреческой мифологии. Спутник Геракла, участник его походов. Друг или наставник Гилла. Глашатай, которого Деянира послала к своему мужу Гераклу с хитоном, пропитанным кровью кентавра Несса. 
Деянира получила кровь от самого́ Несса, который перед своей смертью обманул её, сказав: «Если разлюбит тебя когда-нибудь Геракл, натри этой кровью его одежду и снова станешь ему дороже всех женщин на свете». Деянира приревновала Геракла к Иоле и передала ему через Лихаса хитон, пропитанный кровью Несса. Когда хитон нагрелся и стал причинять Гераклу мучения, он в ярости швырнул Лихаса далеко прочь в море.
На месте, где он упал, появилась Лихадская скала. Его именем названы три Лихадских острова. Могильный холм на Евбее.
Действующее лицо в трагедии Софокла «Трахинянки» и Сенеки «Геркулес на Эте».

## В произведениях искусства
В компьютерных играх
- В игре Assassin’s Creed Odyssey есть персонаж Лихас бедный и трусливый художник который живет в пещере на греческом острове Наксос, по указанием злого архонта стал  рисовать рисунки (цель этих поступков - взбунтовать населения против Феникса, местной справедливой и мудрой правительницы) на домах города, возле которого живет. Рисовать он начал потому что ему обещали за это много денег. У протагониста игры нет возможности его убить а лишь напугать, что бы он бросил это дело.